# Układ Korndorfera

Układ Korndorfera z silnikiem (M), autotransformatorem (AT) i trzema łącznikami (1, 2, 3)

Układ Korndorfera lub rozrusznik Korndorfera – obwód elektryczny z trójfazowym autotransformatorem i trzema łącznikami używany jako rozrusznik do klatkowych silników elektrycznych.

## Zasada działania
Układ Korndorfera może być operowany ręcznie. Nowsze urządzenia są w pełni zautomatyzowane i mogą zawierać dodatkowo inne: trójfazowe załączniki i wyłączniki, bezpieczniki przeciążeniowe, przewody do łączenia odczepów, przekaźniki czasowe, awaryjne przyciski start i stop itp.

### Silnik wyłączony
Jeśli wszystkie trzy łączniki są rozłączone, to silnik jest odłączony od sieci i nie pracuje.

### Rozruch – krok 1
Rozruch rozpoczyna się załączając łączniki 1 i 2 (mogą one być włączone równocześnie, lub też najpierw 1, a potem 2). Silnik jest wówczas zasilany napięciem obniżonym przez autotransformator. Obniżone napięcie ogranicza udarowy prąd rozruchowy początkowo nieruchomego silnika, który nabiera stopniowo prędkości obrotowej. Moment obrotowy jest również odpowiednio niższy.

### Rozruch – krok 2
Silnik rozpędza się dopóki moment obrotowy obciążenia nie zrównoważy momentu silnika. Gdy to nastąpi rozłącza się łącznik 2. Przez krótką chwilę silnik pracuje na jeszcze niższym napięciu zasilania, ponieważ cewki autotransformatora w tej konfiguracji pracują jako induktory. Czas ten jest jednak krótki, ponieważ następuje załączenie łącznika 3, co powoduje załączenie silnika na pełne napięcie pracy. Silnik kontynuuje rozpędzanie do swojej pełnej prędkości znamionowej, po uzyskaniu której kończy się "soft start" i silnik może pracować na pełnym obciążeniu.

### Pełne obciążenie
Po zakończeniu rozruchu nie ma potrzeby dostarczania zasilania do autotransformatora. Odłącza się go więc przez rozłączenie łącznika 1, podczas gdy silnik jest zasilany bezpośrednio z sieci trójfazowej przez łącznik 3.

### Wyłączanie
Aby wyłączyć silnik wystarczy rozłączyć łącznik 3, który odcina napięcie zasilające i silnik zatrzymuje się tak jak ma to miejsce bez rozrusznika.

## Zalety
Rozrusznik Korndorfera znacznie ogranicza prądy udarowe. Jest używany do średnich i dużych silników (moce od kilkudziesięciu kW wzwyż), gdzie rozruch przez bezpośrednie włączenie do sieci nie jest możliwy lub gdzie rozruch typu gwiazda-trójkąt nie może być użyty (np. pod obciążeniem).
Układ Korndorfera przejawia również zalety w porównaniu z rozruchem przez zwykły autotransformator, przy odłączaniu którego mogą wystąpić przepięcia grożące uszkodzeniem izolacji stojana.
Najbardziej efektywny start uzyskuje się przez ustawienie autotransformatora na ok. 65-80% napięcia znamionowego.

## Wady
Układ jest stosunkowo skomplikowany, a autotransformator jest kosztowy. Z uwagi na zewnętrzne wymiary całego urządzenia jego zainstalowanie może być niemożliwe przy ograniczonej przestrzeni.